# 2003 en Bretagne
 Chronologie de la Bretagne
- 1999
- 2000
- 2001
- 2002
- 2003
- 2004
- 2005
- 2006
- 2007

Cette page recense des événements qui se sont produits durant l'année 2003 en Bretagne.

## Société

### Décès
- 2 avril à Brest : Jean-François Josselin, journaliste et auteur français, né à Brest le 19 janvier 1939 .

## Culture

### Musique
- 1er au 10 août : Festival interceltique de Lorient.